# دیوید جوهانسن
دیوید جوهانسن (انگلیسی: David Johansen؛ زادهٔ ۹ ژانویهٔ ۱۹۵۰ - درگذشت ۲۸ فوریه ۲۰۲۵) موسیقی‌دان اهل ایالات متحده آمریکا بود. وی از سال ۱۹۶۸ میلادی تاکنون مشغول فعالیت بود.
از فیلم‌ها یا مجموعه‌های تلویزیونی که وی در آن‌ها نقش داشته‌ می‌توان به گربه‌ها نمی‌رقصند و برهنه در نیویورک اشاره نمود.